# Яхін Рустем Мухаметхазеєвич
Рустем Мухаметхазеєвич Яхін (тат. Рөстәм Мөхәммәтхаҗи улы Яхин; нар. 16 серпня 1921 Казань — 23 листопада 1993, Казань, Татарстан) — радянський, татарський композитор, піаніст, педагог. Заслужений діяч мистецтв РРФСР 1970 року. Народний артист СРСР (1986).

## Біографія
Рустем Яхін народився 16 серпня 1921 року в Казані, в сім'ї службовця.
Музикою почав займатися з тринадцяти років. Закінчив в скорочений термін (за три з половиною роки) Казанську дитячу музичну школу № 1 ім. П. І. Чайковського по класу викладача А. В. Чернишової.
За порадою педагогів школи в 1937 році переїхав до Москви, де навчався в музичному училищі при Московській консерваторії по класу фортепіано у А. Г. Руббаха, але розпочата війна перервала навчання.
Через хвороби (після операції) повернувся в Казань, де деякий час працював піаністом — концертмейстером Татарського радіокомітету. Перші спроби занять по композиції відносяться до цього часу.
У 1942 році був призваний до лав Червоної Армії. Під час війни служив стрільцем в зенітно-артилерійській дивізії, а потім в ансамблі пісні і танцю Московського фронту ПВО піаністом-акомпаніатором (1942—1945).
У 1950 році закінчив Московську консерваторію по класу композиції у В. А. Бєлого, потім Ю. О. Шапоріна і спеціального фортепіано у В. М. Епштейна, після чого повернувся в Казань і в 1950—1952 роках викладав в Казанської консерваторії композицію і камерний ансамбль.
Відомий як перший татарський піаніст-соліст, який активно займався концертно-виконавською діяльністю. Протягом всієї діяльності багаторазово виїжджав з концертами в гастрольні поїздки як композитор і піаніст з виконанням власних творів по містах Радянського Союзу. Виступав також як піаніст з виконанням музики інших авторів. У 1968 році виїжджав з концертом до Фінляндії, 1977 році — до Югославії на Міжнародний фестиваль сучасної музики.
Брав участь в симфонічних концертах як соліст з диригентами Г. Столяровим, В. Павловим (Болгарія), Г. Рождественським, Н. Факторовичем, Ф. Мансуровим, О. Фрідлендлером, Н. Рахліним та ін.
Його твори виконували О.Огнівцев, О. Ведерников, А. Дніше, Р. Джаманова, О. Кривченя, Є. Серкебаєв, Г. Туфтіна, Н. Поставнічева та ін.
Автор Державного гімну Республіки Татарстан.
Видано 21 збірник його пісень і романсів, інструментальної музики, клавір фортепіанного концерту.
Член Спілки композиторів СРСР з 1948 року. Неодноразово обирався членом правління Союзу композиторів РРФСР, Татарської АРСР.
Помер 23 листопада 1993 року в Казані. Похований на татарському цвинтарі в Ново-Татарській слободі.

### Сім'я
- Дружина — Халіма Закірівна Тазетдінова (1923—2004). Дітей немає.

## Звання та нагороди
- Заслужений діяч мистецтв Татарської АРСР (1964)
- Заслужений діяч мистецтв РРФСР (1970)
- Народний артист РРФСР (1981)[3]
- Народний артист СРСР (1986)
- Державна премія Татарської АРСР ім. Г. Тукая (1959)
- Орден Трудового Червоного Прапора (1971)
- Орден «Знак Пошани» (1957)
- Медаль «За перемогу над Німеччиною у Великій Вітчизняній війні 1941—1945 рр.» (1945)
- Медаль «За оборону Москви» (1945)
- Медаль «За доблесну працю. В ознаменування 100-річчя від дня народження Володимира Ілліча Леніна» (1970)
- Медаль «Ветеран праці» (1982)
- Медаль «70 років Збройних Сил СРСР» (1988)
- Знак «Фронтовик 1941—1945».

## Твори
- концерт для фортепіано з оркестром (1951)
- кантати: «Урал» (сл. К. Даяна, 1949), «Ідель» (сл. Р. Харісова)
- камерно-інструментальні ансамблі: соната (1948) і поема (1954) для скрипки з фортепіано, елегія для віолончелі з фортепіано, для скрипки — «Пісня без слів», «Старовинний наспів»
- для голосу з фортепіано: близько 400 пісень і романсів (з них 13 відзначені дипломами та преміями на всіляких конкурсах), в тому числі «Забути тебе не в силах я» (сл. М. Нугмана, 1949), «В душі весна» (сл. Г. Насретдінова), драматичний монолог «Поет» (сл. Г. Тукая, обидва — 1951), «Хвилі» (сл. М. Джаліля), вокальний цикл «В Моабітській катівні» (на сл. М. Джаліля, 1955-56), «Не відлітай, соловей» (сл. Г. Зайнашевої, 1968), «Осіння мелодія» (сл. М. Галієва, 1976), «Білий парус» (сл. М. Нугмана, 1978), вокальний цикл «Сонячний дощ» (сл. Р. Харісова, 1980). Під час війни написав пісні: «Марш зенітників», «Пісня про Москву», «Згадай, товариш», «Веселіше, взвод» та ін.
- для фортепіано: соната, сюїта (4 частини) (1941—1948), «Вальс-експромт», п'єси (більше 20).
- обробки народних пісень

## Пам'ять
- Казанська музична школа № 3 носить ім'я Р. Яхіна.
- Одна з вулиць Казані носить ім'я Р. Яхіна.
- У Казані, на вулиці Велика Червона, напроти будівлі Казанської консерваторії, встановлено пам'ятник Р. Яхіну.
- У 2003 році відбувся I-й Міжнародний конкурс камерних співаків і концертмейстерів імені Р. Яхіна в Казані; у 2007 році — II-й міжнародний конкурс.